# Svenska Metallverken

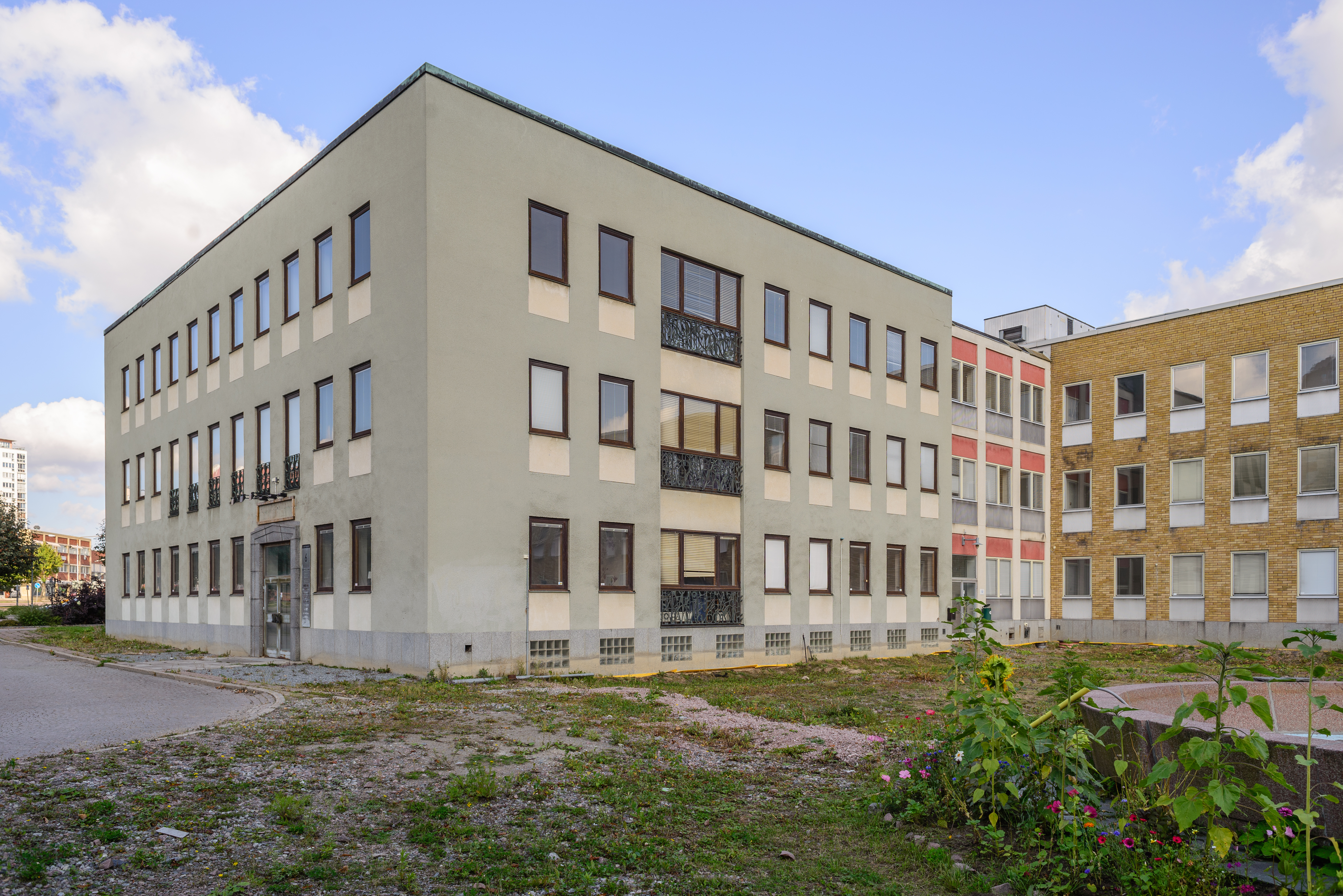
Svenska metallverkens tidigare huvudkontor i Västerås. Foto taget 2014.

Svenska Metallverken AB var ett svenskt metallindustriföretag, som grundades 1913. Idag lever företaget vidare bland annat i företagen Sapa, Gränges, Luvata och SSAB.

## Historia
Grunden lades som Nordiska Metall AB den 5 oktober 1897 av direktören Oskar Fredrik Wijkman och ingenjören Göran Wenström i Västerås. Företaget levererade metallprodukter, framförallt av koppar, till bland annat Asea. Nordiska Metall AB gick 1907 samman med bruken i Granefors i Blekinge och Skultuna till Svenska Metallverken AB. Finspångs Metallverks AB förvärvades 1942.
Svenska Metallverken blev först i Sverige med att tillverka aluminiumfolie, 1936. Senare tillkom profiler och aluminiumplåt bland annat till Saab AB. Västeråsverken svarade för huvudparten av Sveriges dåtida behov av koppar och mässing. Tillverkningen omfattande plåt, band, stång och tråd i olika metaller och legeringar. Dessutom tillverkades tråd och linor av aluminium och koppar för kraftöverföringsanläggningar. 
Under Carl August Jacobssons tid som verkställande direktör i Svenska Metallverken, 1942-1960, genomgick företaget en kraftig expansion. Vid 50-årsjubileet 1963 hade företaget omkring 2 200 anställda. 1969 förvärvade Grängesbergsbolaget Metallverken, som 1971 bytte namn till Gränges Essem. Genom flera förändringar av ägarbilden har Svenska Metallverken under senare decennier delats upp i mindre produktionsenheter. Verksamheten lever i dag vidare i Sapa AS, Gränges AB, i Luvata-koncernen och i SSAB-koncernen. Produktionen i Västerås lades ned 2004.

## Bilder
Svenska Metallverkens tidigare lokaler i området Kopparlunden i Västerås. 

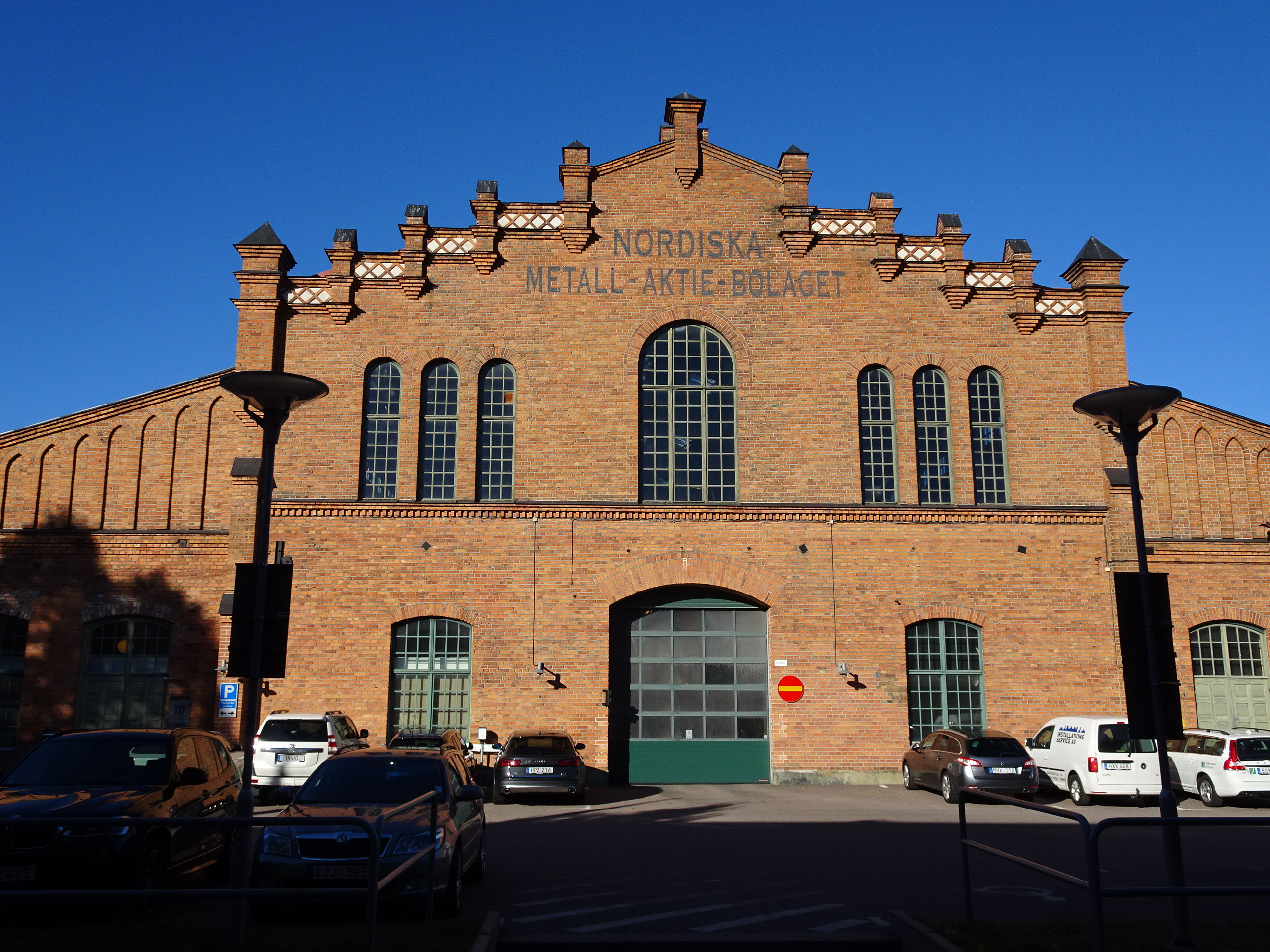
Valsverksbyggnaden med trappgavlar.
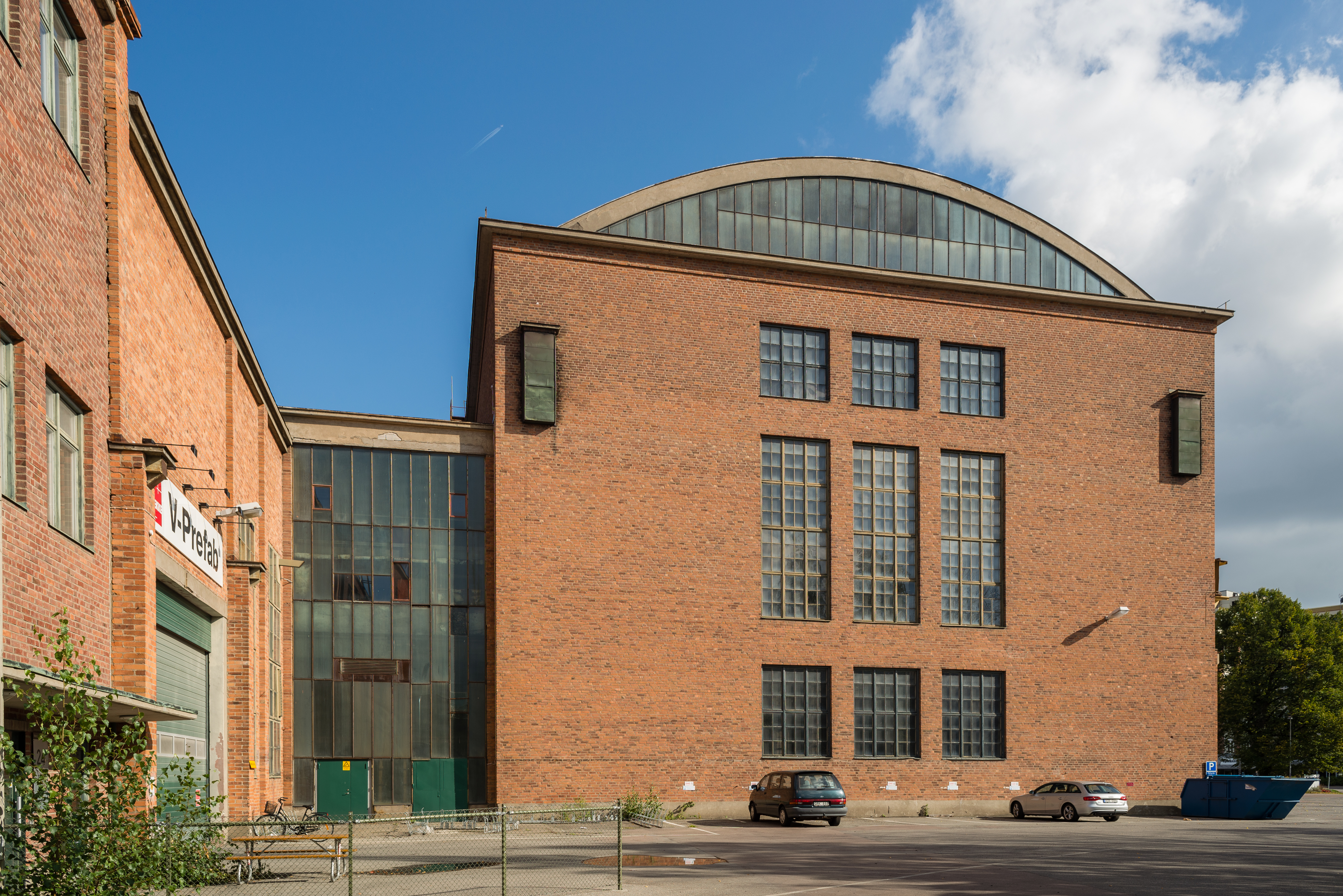
Bevarade industrilokaler.
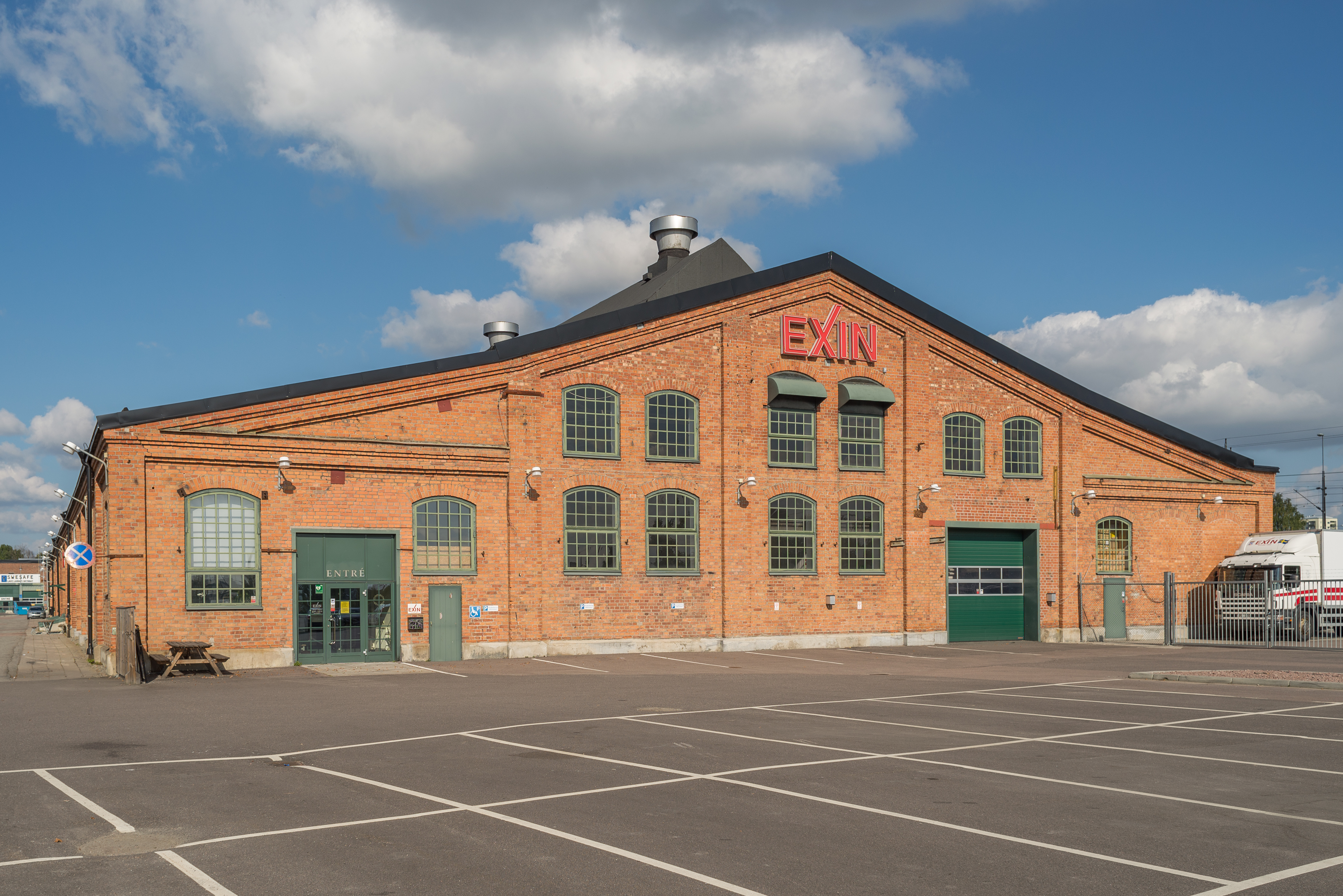
Bevarade industrilokaler.
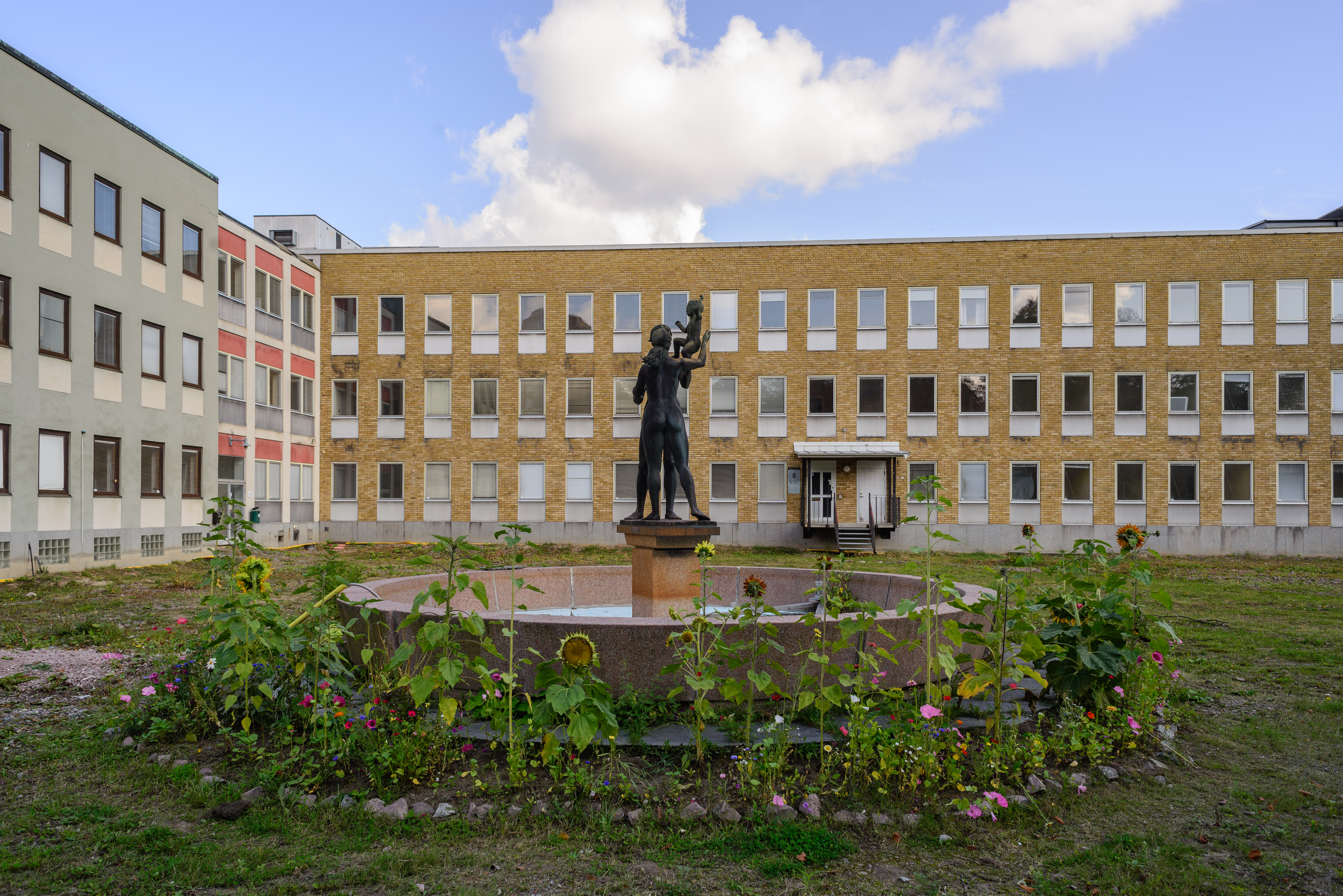
Det tidigare huvudkontoret.